# Фазуллин, Зиганур Юсупович
Зигану́р Юсу́пович Фазу́ллин (род. 1 сентября 1955, Кульчурово, Баймакский район, БАССР, РСФСР, СССР) — советский и российский математик, доктор физико-математических наук (2006).

## Биография
Родился 1 сентября 1955 года в деревне Кульчурово Баймакского района БАССР РСФСР СССР.
В 1978 году окончил Башкирский государственный университет, с 1984 года работает там же, с 2010 по 2022 годs — декан факультета математики и информатики.

## Научная деятельность
Разработал метод исследования и доказательства формул регуляризованных следов для возмущений абстрактных самосопряжённых операторов в гильбертовом пространстве, на основе чего получен неулучшаемый результат для произвольных ограниченных возмущений; выведены формулы следов для возмущений модельных двумерных операторов математической физики.
Является автором свыше 40 научных работ, большинство из которых посвящены спектральной теории линейных операторов и её приложениям в математической физике. Среди них:
- Фазуллин, З. Ю. Регуляризованный след двумерного осциллятора // Математический сборник : науч. журнал / гл. ред. А. А. Гончар ; Моск. математич. о-во. — М., 2001. — Т. 192, № 5 (в качестве соавтора);
- Фазуллин, З. Ю. Неядерные возмущения дискретных операторов и формулы следов // Математический сборник : науч. журнал / гл. ред. А. А. Гончар ; Моск. математич. о-во. — М., 2005. — Т.196, № 12 (в качестве соавтора).

## Награды
- Государственная премия Республики Башкортостан в области науки и техники (2011);
- Почётный работник высшего профессионального образования Российской Федерации (2014)[1].